# Calendrier international féminin UCI 2009
Le calendrier international féminin UCI 2009 regroupe les compétitions féminines de cyclisme sur route organisées sous le règlement de l'Union cycliste internationale durant la saison 2009.
Le calendrier est composé de 73 épreuves, organisées du 8 février au 15 novembre. Il comprend la Coupe du monde de cyclisme sur route féminine 2009 et les Championnats du monde de cyclisme sur route 2009 de Mendrisio. 

## Calendrier des épreuves

### Février
| Date  | Épreuve                                             | Cat. | Vainqueur        | Équipe                         |
| ----- | --------------------------------------------------- | ---- | ---------------- | ------------------------------ |
| 8-10  | Tour du Qatar féminin                               | 2.1  | Kirsten Wild     | Cervélo TestTeam Women         |
| 12    | Championnats d'Océanie de cyclisme-contre-la-montre | CC   | Bridie O'Donnell | Australie                      |
| 14    | Championnats d'Océanie de cyclisme-course en ligne  | CC   | Alexis Rhodes    | Australie                      |
| 25-27 | Tour de Nouvelle-Zélande                            | 2.2  | Amber Halliday   | MB Cycles Team - Australia     |
| 28    | Circuit Het Nieuwsblad féminin                      | 1.2  | Suzanne de Goede | Equipe Nürnberger Versicherung |

### Mars
| Date | Épreuve                                                 | Cat. | Vainqueur       | Équipe                 |
| ---- | ------------------------------------------------------- | ---- | --------------- | ---------------------- |
| 1    | Masterton Cup                                           | 1.1  | Chloe Hosking   | Mercedes Benz Team     |
| 7    | Tour du Lac Majeur                                      | 1.2  | Noemi Cantele   | Bigla Cycling Team     |
| 20   | GP Costa Etrusca - Giro dei Comuni Rosignano-Livorno    | 1.2  | Emma Pooley     | Cervélo TestTeam Women |
| 21   | GP Costa Etrusca - GP Comuni di Riparbella-Montescudaio | 1.2  | Sarah Düster    | Cervélo TestTeam Women |
| 22   | GP Costa Etrusca - GP Comuni Castellina M.MA-Santa Luce | 1.2  | Linda Villumsen | Team Columbia Women    |
| 29   | Trofeo Alfredo Binda-Comune di Cittiglio                | CDM  | Marianne Vos    | Team DSB Bank          |

### Avril
| Date  | Épreuve                                | Cat. | Vainqueur           | Équipe                   |
| ----- | -------------------------------------- | ---- | ------------------- | ------------------------ |
| 5     | Tour des Flandres                      | CDM  | Ina-Yoko Teutenberg | Team Columbia Women      |
| 6     | Grand Prix international de Dottignies | 1.2  | Sarah Düster        | Cervélo TestTeam Women   |
| 10    | Drentse 8 van Dwingeloo                | 1.1  | Ina-Yoko Teutenberg | Team Columbia Women      |
| 11    | Novilon Eurocup Ronde van Drenthe      | 1.1  | Marianne Vos        | Team DSB Bank            |
| 13    | Univé Tour de Drenthe                  | CDM  | Emma Johansson      | Red Sun Cycling Team     |
| 17    | Tour of Chongming Island Time Trial    | 1.1  | Bridie O'Donnell    |                          |
| 18    | Ronde van Gelderland                   | 1.2  | Ina-Yoko Teutenberg | Team Columbia Women      |
| 18-21 | Tour of Chongming Island               | 2.1  | Chloe Hosking       |                          |
| 22    | Flèche wallonne féminine               | CDM  | Marianne Vos        | Team DSB Bank            |
| 25    | GP Liberazione                         | 1.2  | Giorgia Bronzini    | Safi-Pasta Zara-Titanedi |
| 25    | Omloop van Borsele                     | 1.2  | Kirsten Wild        | Cervélo TestTeam Women   |
| 26    | Grand Prix de Roulers                  | 1.2  | Kirsten Wild        | Cervélo TestTeam Women   |
| 30-3  | Gracia Orlova                          | 2.2  | Trixi Worrack       | Equipe Nürnberger        |

### Mai
| Date  | Épreuve                                      | Cat. | Vainqueur            | Équipe                 |
| ----- | -------------------------------------------- | ---- | -------------------- | ---------------------- |
| 1     | GP de Suisse-Souvenir Magali Pache           | 1.1  | Christiane Soeder    | Cervélo TestTeam Women |
| 1     | Grand Prix Elsy Jacobs                       | 1.1  | Svetlana Boubnenkova | Fenixs                 |
| 9     | Omloop Door Middag-Humsterland               | 1.2  | Rochelle Gilmore     | Lotto-Belisol Ladies   |
| 10    | Tour de Berne                                | CDM  | Kristin Armstrong    | Cervélo TestTeam Women |
| 15-24 | Tour de l'Aude cycliste féminin              | 2.1  | Claudia Häusler      | Cervélo TestTeam Women |
| 28-31 | Tour féminin du Costa Rica                   | 2.2  | Evelyn García        | Fenixs                 |
| 30    | Coupe du monde cycliste féminine de Montréal | CDM  | Emma Pooley          | Cervélo TestTeam Women |

### Juin
| Date  | Épreuve                                 | Cat. | Vainqueur           | Équipe                 |
| ----- | --------------------------------------- | ---- | ------------------- | ---------------------- |
| 1-4   | Tour du Grand Montréal                  | 2.1  | Kirsten Wild        | Cervélo TestTeam Women |
| 7     | Liberty Classic                         | 1.1  | Ina-Yoko Teutenberg | Team Columbia Women    |
| 7     | Kasseien Omloop Exloo                   | 1.2  | Chantal Blaak       | Leontien.nl            |
| 7-11  | Tour de Prince Edward Island            | 2.2  | Tara Whitten        |                        |
| 9     | Durango-Durango Emakumeen Saria         | 1.2  | Noemi Cantele       | Bigla Cycling Team     |
| 11-14 | Emakumeen Bira                          | 2.1  | Judith Arndt        | Team Columbia Women    |
| 18-20 | Ster Zeeuwsche Eilanden                 | 2.2  | Ina-Yoko Teutenberg | Team Columbia Women    |
| 18-21 | Grande Boucle Féminine Internationale   | 2.2  | Emma Pooley         | Cervélo TestTeam Women |
| 19-21 | Tour du Trentin-Haut-Adige-Tyrol-du-Sud | 2.1  | Nicole Cooke        | Vision 1 Racing        |

### Juillet
| Date  | Épreuve                                          | Cat. | Vainqueur              | Équipe                   |
| ----- | ------------------------------------------------ | ---- | ---------------------- | ------------------------ |
| 1     | Championnats d'Europe espoirs - contre-la-montre | CC   | Eleonora van Dijk      | Pays-Bas                 |
| 3-12  | Tour d'Italie                                    | 2.1  | Claudia Häusler        | Cervélo TestTeam Women   |
| 4     | Championnats d'Europe espoirs - course en ligne  | CC   | Chantal Blaak          | Pays-Bas                 |
| 9-12  | Tour de Feminin - O cenu Ceskeho Svycarska       | 2.2  | Alexandra Bourchenkova | Petrogradets             |
| 15-19 | Tour de Bretagne                                 | 2.2  | Liesbet De Vocht       | Team DSB Bank            |
| 18    | GP Cento Carnevale d'Europa                      | 1.2  | Giorgia Bronzini       | Safi-Pasta Zara-Titanedi |
| 21-26 | Tour de Thuringe                                 | 2.1  | Linda Villumsen        | Team Columbia Women      |
| 22-27 | Tour féminin en Limousin                         | 2.2  | Grace Verbeke          | Lotto-Belisol Ladies     |
| 31    | Open de Suède Vårgårda TTT                       | CDM  | Cervélo TestTeam Women | Cervélo TestTeam Women   |

### Août
| Date  | Épreuve                            | Cat. | Vainqueur              | Équipe                   |
| ----- | ---------------------------------- | ---- | ---------------------- | ------------------------ |
| 2     | Tour de Bochum                     | 1.1  | Rochelle Gilmore       | Lotto-Belisol Ladies     |
| 2     | Open de Suède Vårgårda             | CDM  | Marianne Vos           | Team DSB Bank            |
| 8-16  | Route de France                    | 2.1  | Kimberly Anderson      | Team Columbia Women      |
| 9     | Holland Hills Classic              | 1.2  | Marianne Vos           | Team DSB Bank            |
| 21-23 | Albstadt-Frauen-Etappenrennen      | 2.2  | Charlotte Becker       | Equipe Nürnberger        |
| 22    | Grand Prix de Plouay               | CDM  | Emma Pooley            | Cervélo TestTeam Women   |
| 25-29 | Trophée d'Or féminin               | 2.2  | Diana Žiliūtė          | Safi-Pasta Zara-Titanedi |
| 29    | Multidigitaal.nl - Blauwe Stad TTT | 1.2  | Cervélo TestTeam Women |                          |

### Septembre
| Date  | Épreuve                                         | Cat. | Vainqueur         | Équipe                   |
| ----- | ----------------------------------------------- | ---- | ----------------- | ------------------------ |
| 1-6   | Holland Ladies Tour                             | 2.2  | Marianne Vos      | Team DSB Bank            |
| 6     | Mémorial Davide Fardelli - Contre-la-montre     | 1.2  | Karin Thürig      | Bigla Cycling Team       |
| 8-12  | Tour Cycliste Féminin International Ardèche     | 2.2  | Kristin Armstrong | Cervélo TestTeam Women   |
| 13    | Chrono champenois                               | 1.1  | Wendy Houvenaghel |                          |
| 13    | Tour de Nuremberg                               | CDM  | Kirsten Wild      | Cervélo TestTeam Women   |
| 15-20 | Tour de Toscane féminin-Mémorial Michela Fanini | 2.1  | Diana Žiliūtė     | Safi-Pasta Zara-Titanedi |
| 23    | Championnats du monde - contre-la-montre        | CM   | Kristin Armstrong | États-Unis               |
| 26    | Championnats du monde - course en ligne         | CM   | Tatiana Guderzo   | Italie                   |

### Octobre
| Date | Épreuve            | Cat. | Vainqueur     | Équipe                   |
| ---- | ------------------ | ---- | ------------- | ------------------------ |
| 18   | Chrono des Nations | 1.1  | Jeannie Longo | AS Palais Sports Alpexpo |

### Novembre
| Date | Épreuve                                             | Cat. | Vainqueur        | Équipe    |
| ---- | --------------------------------------------------- | ---- | ---------------- | --------- |
| 13   | Championnats d'Océanie de cyclisme-contre-la-montre | CC   | Alexis Rhodes    | Australie |
| 15   | Championnats d'Océanie de cyclisme-course en ligne  | CC   | Bridie O'Donnell | Australie |

## Classements UCI
Référence : uci.ch
| Rang | Nom                 | Pays        | Points   |
| ---- | ------------------- | ----------- | -------- |
| 1    | Marianne Vos        | Pays-Bas    | 1 360,55 |
| 2    | Kirsten Wild        | Pays-Bas    | 848      |
| 3    | Emma Johansson      | Suède       | 796,75   |
| 4    | Kristin Armstrong   | États-Unis  | 584,7    |
| 5    | Ina-Yoko Teutenberg | Allemagne   | 582,45   |
| 6    | Noemi Cantele       | Italie      | 509      |
| 7    | Trixi Worrack       | Allemagne   | 495,55   |
| 8    | Rochelle Gilmore    | Australie   | 480      |
| 9    | Emma Pooley         | Royaume-Uni | 460,7    |
| 10   | Judith Arndt        | Allemagne   | 431,25   |

|      | Équipe                   | Pts      |
| 01.  | Cervélo TestTeam Women   | 2 321,1  |
| 02.  | Team Columbia Women      | 1 580,9  |
| 03.  | Team DSB Bank            | 1 528,35 |
| 04.  | Equipe Nürnberger        | 1 108,65 |
| 05.  | Lotto-Belisol Ladies     | 990      |
| 06.  | Red Sun Cycling Team     | 923,75   |
| 07.  | Bigla Cycling Team       | 873      |
| 08.  | Safi-Pasta Zara-Titanedi | 826      |
| 09.  | Team Flexpoint           | 647,5    |
| 010. | Vision 1 Racing          | 504      |
| 0... |                          |          |
| 017. | ESGL 93 - GSD Gestion    | 194      |

|      | Pays        | Pts      |
| 01.  | Pays-Bas    | 2 889,55 |
| 02.  | Allemagne   | 2 114,85 |
| 03.  | Australie   | 1 394    |
| 04.  | Italie      | 1 391    |
| 05.  | Suède       | 1 304,5  |
| 06.  | États-Unis  | 1 259,5  |
| 07.  | Royaume-Uni | 1 110,7  |
| 08.  | Lituanie    | 713,5    |
| 09.  | Belgique    | 608,3    |
| 010. | Russie      | 590,19   |
| 011. | France      | 473,75   |